# Владимир Иванов (интербригадист)
Владимир Кирилов Иванов е интербригадист и български общественик, дългогодишен председател на Дружество „Гоце Делчев“.

## Биография
Владимир Иванов е роден на 27 февруари 1911 година в южномакедонския град Гевгели, тогава в Османската империя. Възприема комунистически идеи, става член на РМС през 1935 година, а на БКП от 1937 година и участва като интербригадист в Испанската гражданска война.
По-късно е назначен за председател на Дружество „Гоце Делчев“, София, помещаващо се в Македонския културен дом.
Автор е на книгата „Испания в пламъци“, Профиздат, София, 1959 г.